# Большой Ессентучек
Большой Ессентучек (Большой Ессентучок) — река на юге Ставропольского края России. Течёт по территории Предгорного района, сливаясь с Подкумком в городе Ессентуки.
Устье реки находится в 93 км по левому берегу реки Подкумок. Длина реки составляет 16 км, площадь водосборного бассейна — 76,2 км². Правый приток — Малый Ессентучек.
Верхняя половина течения проходит по территории комплексного природного заказника краевого значения «Большой Ессентучок».

## Данные водного реестра
По данным государственного водного реестра России относится к Западно-Каспийскому бассейновому округу, водохозяйственный участок реки — Подкумок от города Кисловодск и до устья. Речной бассейн реки — Бессточные районы междуречья Терека, Дона и Волги.
Код водного объекта в государственном водном реестре — 07010000512108200001820.